# ジャヴォヒール・シディコフ
ジャヴォヒール・アリシェル・オルリ・シディコフ（ウズベク語: Javokhir Alisher o'g'li Sidikov, Жавоҳир Алишер оглы Сидиқов、1996年12月8日 - ）は、ウズベキスタンのサッカー選手。ウズベキスタン代表。ポジションはMF。

## クラブ歴
FCパフタコール・タシュケントの下部組織出身でトップチームに昇格し選手となった。
翌2016年にFKコーカンド1912に完全移籍。2019年から2020年にかけて古巣パフタコール・タシュケントに期限付き移籍した。
2021年にPFCロコモティフ・タシュケントに完全移籍。

## 代表歴
アンダー代表としてはU-17代表として2013 FIFA U-17ワールドカップに、U-20代表として2015 FIFA U-20ワールドカップに、U-23代表としてAFC U-23選手権2018、2018年アジア競技大会に出場している。
A代表では2018年3月27日に行われたモロッコ代表との親善試合でスターティングメンバーとなり代表初出場、2019年1月13日に行われたAFCアジアカップ2019・トルクメニスタン代表戦で代表初得点を記録した。